# 반토
반토(番頭) 혹은 반가시라는 전근대사회의 경호대장을 부르는 용어이다. 공가·무가에서 경호직의 수장을 가리키며 경호업무 자체番役를 가리키는 경우도 있었다. . 가부키 『勧進帳』에 등장하는 대사 「方々、きっと番頭つかまつれ」에도 흔적이 남아있다. 근세에서 근대까지의 상업인들 사이에서는 피고용자(奉公人, 商業使用人)의 장을 부르는 명칭이었다. .

## 센고쿠 시대
센고쿠 시대의 구니는 재가신도들을 위한 일종의 조세단위였다. 그 구니의 조세책임자가 반토였다. 이들은 유력 농민중에서 선발했다. 나중에는 惣村가 형성되어 惣村 단위로 추천하면 그것을 영주가 승인하여 임명되는 식이었다.

## 에도 시대
무가의 반토는 에도 막부에서 오반의 지휘관으로 평시엔 에도성 · 오사카성 · 니조성의 경호를 맡았고 유사시엔 선두에 선 기마대지휘관이어서 무관들 사이에서 최고의 격식을 가진 존재였다. 5000석 이상의 하타모토 혹은 1만석 이상의 후다이 다이묘 중에서 임명되었다. 오반 아래의 관리직은 오반조장大番組頭이라고 불렀다.
경호대장, 지휘관에 불과한 3000석 하타모토가 에도마치부교나 오메쓰케보다 격이 높은 이유는 막부가 군사 정권이어서 군사 · 경호 책임자의 지위가 높았기 때문이다. 그 외 쇼군의 신변 경호 책임자인 小姓組番頭, 쇼군의 침소와 주변 경호 책임자인 書院番頭 등이 있었다.
각 번에서도 번장은 평시 경호책임자이며 전시에도 예비지휘관이 되는 경우가 많다. 또 가신이 번주에게 건의하고 싶을 때 영주와의 중개역을 할 수 있었다. 이 경우는 侍頭・組頭로 부르기도 했다. 번장과 조장이 함께 있는 번에서는 보통 번장쪽 격이 더 높다.
에도 시대 중기 아코번, 아사노씨처럼 조장급인 奥野定良이 아버지가 가로직이었긴 하지만 번내 두번째 수준인 1000석을 받은 경우도 있다. 그보다 높은 경우는 죠다이가로, 필두가두 역할이던 1500석의 오이시 요시오 뿐이었다. 이 번의 경우는 조장과 번장이 거의 함께 사용되었다. 아코 사건 참고.
번장이 번내의 실권을 가졌는지를 확인하려면 번장의 가록 외에도 번장이 번주의 명령 대행권이나 번내 주요 인사권을 가졌는지를 알아야 한다. 번장의 지위는 제각각이어서 가로나 토시요리, 로쥬 수준의 번도 있고 아래인 번도 있다. 대체로 작은 번에서는 가로 다음 중신이 요닌이다. 그런 경우 요닌이 가로를 보좌하므로 번장보다 높아질 수 있다. 큰 번에서는 가로와 요닌 사이에 토시요리, 쥬로 등 여러 가로의 보좌역이 있어서 상대적으로 요닌의 역할이 낮아져서 번장보다 낮을 수 있다.
작은 번에서는 번장, 루스이 및 코요닌公用人이 동격인 경우도 있고 번장쪽이 상위인 곳도 있다. 루스이나 코요닌이 번장 위인 곳은 거의 없다. 큰 번에서는 번장이 루스이나 코요닌보다 상위이다. 번장은 대체로 物頭, 給人보다는 상위이다.
그러나 번주와의 중개나 진언역할은 요닌과 다르지 않아서 재정난 때문에 에도 후기로 가면 번장이 요닌을 겸하는 경우도 나오고 구마모토번 호소카와 씨나 오카야마번 이케다 씨, 히메지번 사카이 씨처럼 번장요닌番頭用人이라는 하나의 직책으로 武鑑에 적힌 경우도 있다.
막부에서는 상당한 위치인 小姓組番頭나 書院番頭는 각 번에선 번장보다 격이 낮고 조장으로 불리는 경우가 많다. 작은 번에서는 이 모든 역할을 번장이 겸했다. 따라서 번장은 번 내의 상위계급중에서 발탁되었다. 그러나 나가오카 번처럼 부교, 요닌 중에서 어느정도 능력과 평판이 인정된 무사를 명예적인 번장으로 임명하는 경우도 있다.

## 근세 이후 상인가의 반토
상인가의 반토는 사용인들의 우두머리를 가리킨다. 10세 전후에 상점의 견습생으로 들어와 심부름꾼이나 잡역을 하다가 번장이 된다. 가문 내부의 업무도 했으며 복장도 하오리 착용이 가능했다. 견습이거나 手代까지는 입주식이었지만 번장부터는 통근이 허용되었다. 결혼도 번장정도 되어야 가능했다. 번장이 되려면 힘겨운 경쟁 뚫어야 한다. 대체로 30세를 넘긴 중년이 되어야 가능했다.
오사카의 평민학자이자 유물론적 사상을 가졌던 야마카타 반토山片蟠桃는 자신의 이름을 반토라고 붙였는데 이는 번장을 흉내낸 것이다.
근대에 들어와 지배인, 이사장 등의 명칭이 생겨났지만 번장이라는 호칭은 널리 사용되었다. 미쓰이의 번장이라는 별명을 가진 마스다 타카시는 공부성 광산기사였던 단 다쿠마를 미쓰이에 부르고 미이케 탄광을 인수하는 등 전전의 미쓰이 재벌을 지원했다.
丁稚부터 몸을 일으킨 金子直吉는 무역상 스즈키 상점의 대번장이라 불린 인물이다. 다이쇼 시대의 정치가 가토 다카아키는 정계입문 전에 미쓰비시 본사의 부지배인이었고 창업자 이와사키 야타로의 딸과 결혼했기 때문에 정적들이 그를 미쓰비시의 대번장이라고 비아냥거렸다.
2005년 상법 개전 이전에는 위임받은 자를 지칭하는 예로 번장, 手代가 사용되었지만 개정 이후 사라졌다.